# L'Île-Dorval
Pour les articles homonymes, voir Dorval (homonymie).
L'Île-Dorval est une municipalité au Québec (Canada), faisant partie de l'agglomération de Montréal. Elle est fusionnée à Montréal en 2002 puis s'en sépare en 2006. Durant la fusion, elle fait partie de l'arrondissement de Dorval–L'Île-Dorval. Elle est située sur l'île Dorval, où se trouvent plusieurs dizaines de maisons de campagne, qui est reliée par un traversier (bac) à la ville de Dorval.

## Histoire
Après avoir appartenu aux Sulpiciens et à Agathe de Saint-Père, le domaine de La Présentation, lequel inclut ce qui est aujourd'hui la ville de Dorval et les trois îles situées dans le fleuve face à la ville, est vendu en 1691 à Jean-Baptiste Bouchard d'Orval. Situé en Aisne, dans ce qui est aujourd'hui la commune de Montigny-Lengrain, le hameau d'Orval est le lieu d'où est originaire Bouchard.

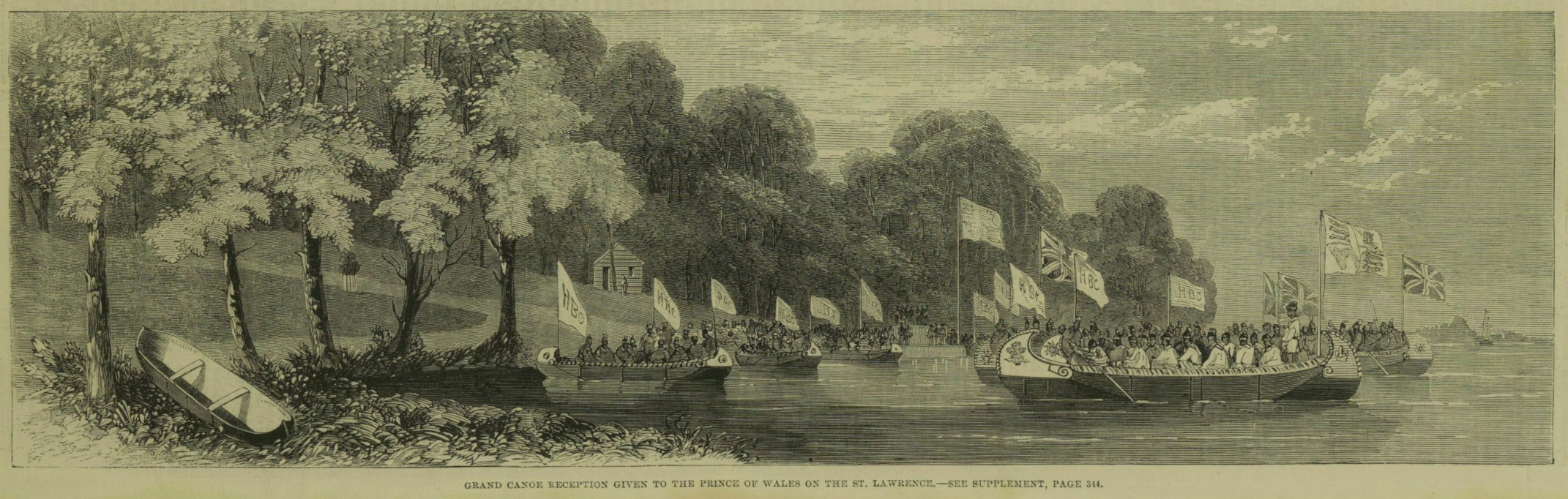
Réception du prince de Galles sur l'île en 1860.

Au milieu du 19e siècle, l'île Dorval est acquise par George Simpson, gouverneur en chef de la Compagnie de la Baie d'Hudson. Il accueille par ailleurs sur l'île le prince de Galles, Édouard VII, en août 1860. Dans les années qui suivent, la Dorval Island Park Company ainsi que six professionnels et hommes d'affaires cherchent à développer la vocation résidentielle de l'île en y implantant l'électricité, l'aqueduc, des rues et même un tramway. Pendant ce temps, le caractère de villégiature de l'île continue de se développer. En 1915, l'île se sépare de Dorval et obtient le statut de ville sous le nom de « Ville d'Île Dorval ». En 1969, son nom est modifié pour « Ville d'Île-Dorval » puis en 1987, elle prend son nom actuel de « Ville de L'Île-Dorval ». Un bureau de poste estival nommé Dorval Island existe sur l'île de 1949 à 1970. 

### Fusion
De 2002 à 2005, la ville perd son statut de municipalité, en raison d'une loi provinciale. Le 1er janvier 2002, 27 municipalités fusionnent avec Montréal, dont L'Île-Dorval. L'Île-Dorval est annexée à la ville de Dorval pour former Dorval–L'Île-Dorval, un arrondissement de la ville de Montréal. Dès 2003, le Parti libéral du Québec, arrivé au pouvoir, promet d'annuler ces fusions municipales. Le 20 juillet 2004, des référendums prennent place dans 22 anciennes municipalités de l'île de Montréal afin que les citoyens se prononcent sur l'avenir du statut de leur ancienne municipalité respective.
Les électeurs enregistrés à L'Île-Dorval se prononcent par 37 voix contre 12 voix en faveur de la reconstitution de la municipalité. En conséquence, le 1er janvier 2006, la municipalité est rétablie.

## Géographie

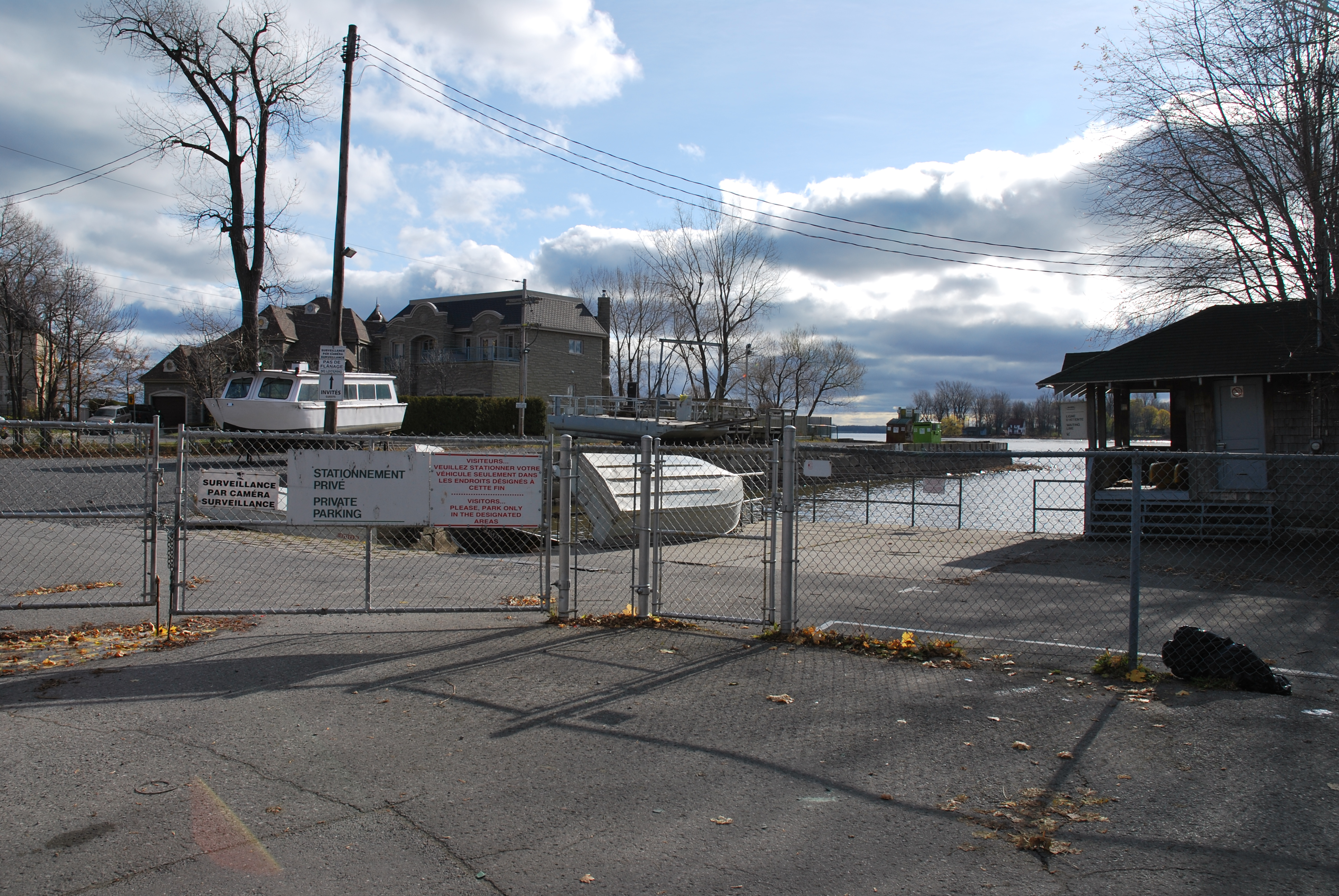
Quai du traversier pour l'île Dorval à Dorval

La municipalité est enclavée dans la municipalité de Dorval. Uniquement accessible par voie fluviale, elle s'étend sur la totalité de l'île Dorval, qui se trouve au lac Saint-Louis dans le fleuve Saint-Laurent à environ un demi-kilomètre en face de la côte sud de l'île de Montréal.

## Statut

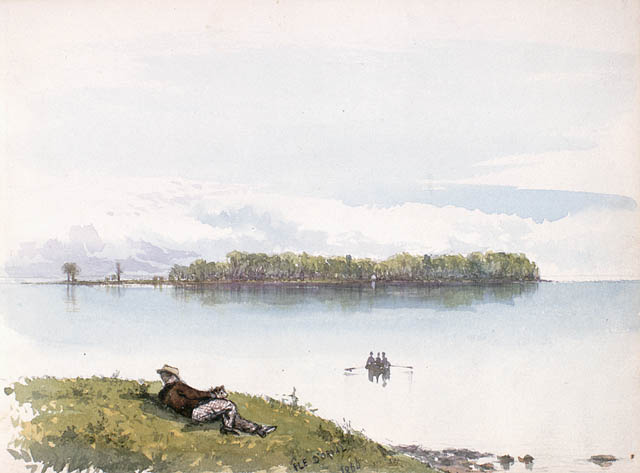
Tableau par Frances Anne Hopkins (1866).

La municipalité est une curiosité du point de vue administratif.
Elle a le statut de ville mais ne compte au recensement du Canada de 1996 que deux habitants permanents. Ainsi, elle est à la fois par la surface et le nombre d'habitants la municipalité la plus petite du Canada. En 2001, le nombre d'habitants tombe à zéro.
L'île Dorval est difficilement accessible, questionnant sur son statut de municipalité ouverte et accessible à la population.

## Administration
En vertu du droit électoral de la province de Québec, non seulement les habitants, mais aussi les propriétaires fonciers, ont le droit de vote dans les affaires municipales. De ce fait, cinquante électeurs sont enregistrés en 2004.
Les élections municipales se font en bloc pour le maire et les six conseillers.
| L'Île-Dorval Maires depuis 2005                                                                                      |                 |         |          |
| Élection | Maire           | Qualité | Résultat |
| 2005 | Gisèle Chapleau |         | Voir     |
| 2009 | Gisèle Chapleau | Voir    |          |
| 2013 | Gisèle Chapleau | Voir    |          |
| 2017 | Gisèle Chapleau | Voir    |          |
| 2021 | Gisèle Chapleau | Voir    |          |
| Élection partielle en italique Depuis 2005, les élections sont simultanées dans toutes les municipalités québécoises |                 |         |          |

Au niveau provincial, la ville est représentée par la circonscription de Marquette. Au niveau fédéral, la ville est représentée par la circonscription de Dorval—Lachine—LaSalle.

## Démographie
| 1996 | 2001 | 2006 | 2011 | 2016 | 2021 |
| ---- | ---- | ---- | ---- | ---- | ---- |
| 2    | 0    | 0    | 5    | 5    | 10   |

Les données du recensement font croire à une absence de population. Cependant, on retrouve sur l'île plusieurs dizaines de résidences secondaires.